# 磯貝サイモン
磯貝 サイモン（いそがい サイモン、1983年9月20日 - ）は、日本のシンガーソングライター、マルチプレイヤー。
神奈川県相模原市出身。幼少期は北海道釧路市で育つ。血液型はA型。2006年から2008年までビクターエンタテインメントに所属、2006年から2010年までピンナップスアーティストに所属。2011年にhitoride recordsを設立、現在に至る。

## 来歴
サイモンは本名だが、実際は漢字があてられている。父親がサイモン&ガーファンクルのファンであったため名付けられた。中学時代は『伊藤政則のROCK CITY』（tvk）の影響でハードロックをよく聴いていた。神奈川県立相模原高等学校卒業。
2002年に都内での初ライブをきっかけにライブ活動を開始し、翌年にはミニアルバムを自主リリース。
2005年、嵐（二宮和也）に「秘密」（アルバム『One』収録）を楽曲提供し、自身のメジャー・デビュー前に作家デビュー。
2006年11月22日にビクターエンタテインメントより「君はゆける」でメジャー・デビュー。30日にゲスト出演した『いきなりフットボールアワー』にて、遠藤久美子のファンであることを告白。フットボールアワーからは「そのようなことを言い続けたら、いつか本人の耳に入り、MVに出てくれるかもしれない」と言われ、2年後にリリースした3rdシングル「帰り道にて」のMVで、遠藤本人と共演した。
2010年3月、「トイレの神様」が収録された植村花菜のミニ・アルバム『わたしのかけらたち』で編曲家デビュー。年10月20日、アルバム「ハートマーク」を配信限定リリース。2011年7月6日には、同アルバムが2ndアルバムとしてCDパッケージ化。寺岡呼人が主宰するライブイベント「Golden Circle」にGC BANDのキーボーディストとして参加。日本武道館で桜井和寿（Mr.Children）、奥田民生、ゆず、仲井戸麗市らと初共演。
2011年4月、公式サポーターズクラブ「磯会-isokai-」が発足。K-MIXでレギュラーラジオ番組『磯貝サイモンの早く家に帰りたい!』がスタート。6月より、磯貝サイモン初の全国ツアー『ハートのマークを届けにいこう』開催。
2012年、デビュー5周年記念全国ツアー『5th Anniversary Circuit』を全国16箇所18公演で開催。映画『果てぬ村のミナ』で音楽を担当。初の映画音楽を手がける。
2013年11月、3rdアルバム発売記念ライブをDrums沼澤尚、Bass沖山優司を迎え、東京・大阪で開催。
2014年3月、KIZUNA BANDにキーボーディストとして参加。Vocal宮田和弥、Drums高橋まこと、Bass亀田誠治、Guitar TAKURO。
2014年、全国4箇所弾き語りツアー「Hitori Tricycle」、全国12箇所「Simon's Little Town」開催。9月、メ〜テレのマスコットキャラクター『ウルフィ』のテーマソングの作詞・作曲・編曲・歌唱担当。11月、亀田誠治・山村隆太・阪井一生（flumpool）が中心となり結成されたバンドTHE TURTLES JAPANに鍵盤楽器奏者として加入する。12月、NHK『みんなのうた』に初の楽曲提供。井上あずみ&ゆーゆ「はんぶんおとな」。
2016年11月、デビュー10周年記念スペシャルライブをShibuya O-EASTで開催。ゲストに寺岡呼人、Ｋ，椎名慶治、山村隆太・阪井一生（flumpool）、岩沢厚治（ゆず）。
2017年1月、4thアルバム「sponge-like」をリリース。3月、BS民放5局共同特別番組「ハレブタイ!ゆずとハタチでつくる“ありがとうコンサート”」で音楽監督を務める。
2018年、ゆずアリーナツアー「BIG YELL」にバンドマスター、キーボーディストとして参加する。

## ディスコグラフィー

### シングル
- 1st「君はゆける」（2006.11.22）
  - アルペンCMソング
- 2nd「初恋に捧ぐ歌」（2007.09.26）
- 3rd「帰り道にて」（2008.01.16）
  - 日本テレビ系『音楽戦士 MUSIC FIGHTER』1月POWER PLAY
  - サンケイリビング新聞社レイウエディングCMソング
- 4th「あ・く・せ・く」（2013.06.26）
- 5th（10周年記念EP）「重々承知のハイジャンプ」（2016.11.22）
  - 日本テレビ全国ネット「秘密のケンミンSHOW」2017年1～3月度エンディングテーマ
- 6th「web」（2020.02.01）
  - 日本テレビ全国ネット「秘密のケンミンSHOW」2020年1～3月度エンディングテーマ

### オリジナル・アルバム
- 1st「ホワイトルーム」（2008.02.20）
- 2nd「ハートマーク」（2011.07.06）
- 3rd「Human Tricycle」（2013.11.06）
- 4th「sponge-like」（2017.01.11）
- 5th「silver lining」（2021.07.14）

### ライブ・アルバム
- 「5th Anniversary Circuit」（2012.11.22）
- 「Simon's Little Town LIVE」（2015.07.12）
- 「LIVE sponge-like with strings」（2017.01.06）
- 「LIVE Simon's Little Town 3」（2019.06.29）

### 企画アルバム
- 「サイモンとBe.ファンクル」（2014.04.29）
- Acoustic Album「Simon's Little Town 1」（2015.03.07）

### ライブ会場限定CD
- 「hitorideCD01」（2012.01.21） - 収録曲「welcome to my party」「ドライ」「きみはオトナ ぼくはコドモ」
- 「hitorideCD02」（2012.03.24） - 収録曲「唯一の才能」「告白のうた」「嘘」
- 「hitorideCD03」（2012.05.12） - 収録曲「ホントのヤサシサ」「きみはカラス」「なつまつり」

### DVD
- LIVE FILM 「Human Tricycle」（2014.06.11）
- LIVE FILM 「welcome to my SUMMER PARTY!!」（2016.01.08）
- LIVE FILM 「Live & Documentary of 10th Anniversary」（2017.06.17）

## 楽曲提供
- 二宮和也（嵐）
  - 「秘密」（作詞・作曲） - アルバム『One』収録、2005年
- 福井舞
  - 「明日はグッデイ」（作詞・作曲） - アルバム『Lucky Charm』収録（『シオノギ製薬ポポンピュメリ』CMソング）、2010年
  - 「魔法をください」（作詞・作曲） - アルバム『Lucky Charm』収録、2010年
  - 「たったひとりの味方」（作詞・作曲・編曲） - シングル曲（昼ドラ『花嫁のれん』主題歌）、2011年
- KARA
  - 「今、贈りたい「ありがとう」」（作詞・作曲・編曲） - シングル「ジェットコースターラブ」カップリング収録（テレビ東京系列ドラマ『URAKARA』主題歌）、2011年
  - 「ウィンターマジック」（作詞・作曲） - シングル曲、2011年
  - 「オリオン」（作詞・作曲・編曲） - シングル「エレクトリックボーイ」のカップリング収録、2012年
  - 「バイバイ ハッピーデイズ!」（作詞・作曲） - シングル曲、2013年
  - 「一番にわたしを抱きしめて」（作詞・作曲・編曲） - アルバム『FANTASTIC GIRLS』収録、2013年
- Kylee
  - 「CRAZY FOR YOU」（作詞・作曲）- シングル曲（『ニッセン2011秋』CMソング）、2011年
- ナオト・インティライミ ※すべて本人との共作詞
  - 「ボクハキミガ」（共作詞） - シングル「愛してた」カップリング収録、2012年
  - 「ナイテタッテ」（共作詞） - シングル曲（フジテレビ系列ドラマ『主に泣いてます』主題歌）、2012年
  - 「LIFE」（共作詞） - シングル曲、2014年
  - 「Ready Set Go」（共作詞） - シングル「LIFE」カップリング収録、2014年
  - 「線香花火」（共作詞） - アルバム『Viva The World!』収録 - 2014年
  - 「半信半疑」（共作詞） - シングル「夢のありか」収録 - 2016年
- 風男塾
  - 「じゃあね」（作詞・作曲）- シングル「下を向いて帰ろう/RIKISHI-MAN」カップリング収録、2013年
  - 「紙ヒコーキ」（はなわと共作詞） - アルバム『POWER OF WIND』収録、2014年
- Dorothy Little Happy
  - 「set yourself free」（作詞・作曲・編曲）- シングル「colorful life」Type-Cカップリング収録、2013年
  - 「CLAP! CLAP! CLAP!」（作詞・作曲・編曲） - シングル「ASIAN STONE」カップリング収録、2013年
  - 「STARTING OVER」（作詞・作曲・編曲） - アルバム『STARTING OVER』収録、2014年
  - 「ストーリー」（作詞・作曲・編曲） - アルバム『STARTING OVER』収録、2014年
  - 「sky traveler」（作詞・作曲・編曲） - シングル「sky traveler」収録、2014年
  - 「恋の花火」（作詞・作曲・編曲） - シングル「sky traveler」カップリング収録、2014年
- 井上あずみ&ゆーゆ
  - 「はんぶんおとな」（作曲・編曲） - NHK『みんなのうた』2014年12月 - 2015年1月度放送、2014年
  - 「みっつおしえて」（作曲） - 一般財団法人「メイク・ア・ウィッシュ オブ ジャパン」イメージソング、2015年
  - 「サンタのおねがい」（作曲・編曲） - シングル「みっつおしえて」カップリング収録、2015年
- Dream
  - 「ダーリン」（作詞・作曲・編曲） - シングル曲（『ゼクシィ』CMソング）、2014年
  - 「プレゼント」（作詞・作曲） - シングル「ブランケット・スノウ」カップリング収録、2015年
- K ※本人との共作詞・共作曲
  - 「Years」（共作詞・共作曲） - シングル曲、2015年
- ロン・モンロウ
  - 「balloon me」（作詞・作曲） - 2019年
- CHEMISTRY
  - 「サイレント・ナイト」（共作詞・共作曲） - アルバム『CHEMISTRY』、2019年
- JUJU
  - 「STAYIN' ALIVE」（作詞） - シングル曲、2020年
- PINK CRES.
  - 「(Stray cat is) STARING AT ME」（編曲） - ミニアルバム『Soleil』、2020年
- 小片リサ
  - 「SEXY」（編曲） - カバーアルバム『bon voyage!〜 risa covers 〜』、2021年

## 編曲家・ツアーサポート
- 寺岡呼人 - ツアーサポート、レコーディング（2010年 - ）
- 椎名慶治 - ツアーサポート、レコーディング（2010年 - ）
- 植村花菜 - アルバム「わたしのかけらたち」編曲・演奏（2010年3月）
- MEJA - アルバム「AniMeja Ghibli Songs」編曲・演奏（2010年7月）
- Golden Circle - GC BANDのキーボーディスト（2010年、2011年、2013年）
- JUN SKY WALKER(S) - ツアーサポート、レコーディング（2011年 - ）
- D.W.ニコルズ - アルバム「ニューレコード」演奏（2011年1月）ほか
- LOVE - アルバム「Telepathic Love Songs」編曲・演奏（2011年4月）
- ほたる日和 - アルバム「センチメンタルマインド」演奏（2011年4月）ほか
- ふくい舞 -「たったひとりの味方」編曲（2011年11月）
- KARA - 楽曲提供（2011年 - ）
- ゆず - ツアーサポート、編曲、レコーディング（2013年 - ）
- 大塚愛 - ツアーサポート、レコーディング（2014年 - ）
- SHINee - ツアーサポート（2014年 - ）
- Skoop On Somebody - ツアーサポート（2015年 - ）
- Goodbye holiday - ライブサポート（2015年 - ）
- flumpool - ツアーサポート（2015年 - ）
- スキマスイッチ - ライブサポート（2015年 - ）
- レキシ - ツアーサポート（2015年 - ）
- My Little Lover - ツアーサポート（2019年 - ）
- KAN - ツアーサポート（2022年 - ）

## TV出演
- オンガクのDNA（2007年1月8日・10月1日、2008年2月18日）
- 音楽戦士 MUSIC FIGHTER 2007年10月5日、2008年1月11日）
- 音楽缶（レギュラーコーナー、2007年9月 - 2009年）
- MTV WHITE BELT（2008年2月4日）
- 最新ヒット ウエンズデーJ-POP（2008年2月20日）
- 象印マホービン ステンレスボトルCM（2011年2月 - 2012年2月）

## ラジオ番組
- Simon's Funky Radio サイモンがファンクる（動画付インターネットウェブラジオ、2008年1月16日 - 2009年2月）
- いきなりフットボールアワー（MBSラジオ、2006年11月度マンスリーアーティスト）
- NACK5 V-Junction "ガーファンクル!!"（2006年10月 - 12月）
- K-MIX 8×8 磯貝サイモンの早く家に帰りたい!（K-MIX、2011年4月5日-2013年3月26日・火曜20:25-20:50）